# Крим Веніамін Скійович
Крим Веніамін Скійович (1877, Сімферополь — 1938) — український вчений, вуглехімік, професор. Багаторічний голова Донецького відділення Всесоюзного хімічного товариства ім. Д. І. Менделєєва.

## Біографія
Закінчив математичний факультет Петербурзького університету і Петербурзький гірничий інститут (1896—1903).
З 1929 р. працював у Донецькому гірничому інституті. Завідувач кафедрою хімії твердого палива і фізичної хімії.
Сфера наукових інтересів: дослідження вугілля Донбасу, вуглехімія, підземна газифікація вугілля.

## Науковий доробок
Автор монографії «Химия твердого тела». Як аналітик підготував і видав «Руководство к количественному и техническому анализу» (1934), яке витримало 5 видань. Із групою наукових працівників брав участь у розробці методу підземної газифікації вугілля (початок 30-х років).
Опублікував більше 50 наукових робіт.